# Robin Cormack
Robin Sinclair Cormack, FSA (narozen 27. září 1938) je britský klasicista a historik umění, specializuje se na byzantské umění. Byl profesorem dějin umění na Courtauld Institute of Art, University of London, mezi lety 1991–2004.

## Kariéra
Robin Cormack vychodil Bristol Grammar School a Exeter College v Oxfordě, doktorát získal v Courtauld Institute of Art, London University. Přednášel v Courtauld Institute mezi lety 1966–82, během nichž byl zároveň externista v Dumbarton Oaks Center for Byzantine Studies mezi lety 1972–73. Po třech letech působení ve Warburgově institutu, během kterého měl také pozici v Robinson College, Cambridge mezi lety 1984–85, se Cormack vrátil do Courtauld Institute jako profesor. Byl také zástupcem ředitele v letech 1999–2002.
Po odchodu z Courtauld, měl Cormack stipendium v Leverhulme pro období 2004–06 a stipendium na Getty Research Institute 2005–06. Byl také profesorem klasických studií na University of Nottingham mezi lety 2005–08. Nyní je příležitostný přednášející na fakultě klasických studií v University of Cambridge, kde působí i jeho manželka Mary Beard, emeritní profesorka dějin umění na University of London. Jeho současný výzkum se zaměřuje na kulturní historii kláštera Svaté Kateřiny.

## Česko
V únoru 2017 přednášel v Moravské galerii o chrámu Hagia Sofia v rámci konference Orient oder Rom?, pořádanou Seminářem dějin umění na Masarykové univerzitě.

## Osobní život
V roce 1985 se Cormack oženil s Mary Beard, se kterou má dceru Zoe narozenou v roce 1985 a syna Raphaela, narozeného roku 1987.

## Publikace
- Writing in gold: Byzantine society and its icons, Oxford University Press, 1985, ISBN 0-19-520486-7 (přeloženo do francouzštiny Marie-Odile Bernez jako Icones et Société à Byzance, G. Monfort, Paris, 1993, ISBN 2-85226-068-9).
- The Byzantine Eye: studies in art and patronage, Variorum Reprints, London, 1989. ISBN 0-86078-244-1
- Painting the soul: icons, death masks, and shrouds, Reaktion, London, 1997 (Runciman Award, 1998). ISBN 1-86189-001-X
- Byzantine Art, Oxford University Press, 2000. ISBN 0-19-284211-0
- Icons, British Museum Press, 2007. ISBN 0-7141-2655-1
- Byzantium 330–1453 s Maria Vassilaki, Katalog výstavy v Královské akademii roku 2008. ISBN 1-905711-26-3
- Oxford Handbook of Byzantine Studies, s Elizabeth Jeffreys a John Haldon, Oxford University Press, 2008. ISBN 0-19-925246-7